# Breussova dieta
Breussova dieta je dieta pojmenovaná po svém autorovi, Rudolfu Breussovi (24. červen 1899 – 17. květen 1990), rakouském elektrikáři a léčiteli (někdy je uváděn s titulem dr., vysokou školu však nikdy nestudoval). Jde o jednu z metod alternativní medicíny nabízející údajné vyléčení nádorových onemocnění. Podstatou metody je údajné „vyhladovění nádoru“, respektive představa, že nádor žije jen z pevné složky potravy.

## Dieta
Dieta spočívá v 42 dní trvající vysazení veškeré tuhé stravy, nemocný smí pouze pít vybrané zeleninové šťávy a bylinkové čaje. Šťáva se vyrábí průmyslově z biologicky pěstované zeleniny, připravit ji lze i v domácích podmínkách. Průmyslově vyráběná šťáva je navíc sterilizována a vedle zeleninových šťáv obsahuje i bakterie mléčného kvašení.
Šťáva obsahuje následující složky:
- červená řepa
- mrkev
- celer
- černá ředkev
- brambory

Nemocný smí vypít pouze 125 až 500 ml této šťávy za den. Ke šťávám lze v malém množství pít bylinkové čaje (urologický, kakostový a šalvějový s třezalkou, mátou a meduňkou), rozsah i pořadí pití těchto čajů je také pevně stanoveno.
Během kúry nesmí být prováděna další onkologické intervence. Breussova dieta vyžaduje nejen to, aby nemocný trvale zanechal např. kouření, ale vyžaduje i trvalé změny jídelníčku, např. vypuštění červeného masa. Terapeutický neúspěch diety, tedy zejm. smrt nemocného, je pak vykládána jako výlučná chyba nemocného, který nedodržel některé požadavky plynoucí z diety i po proběhlé kúře.

## Hodnocení léčby dle zastánců
Terapie by měla vyprovokovat organismus k sebeléčbě, zbavit jej toxinů a celkově ho ozdravit. Breussova terapie jde cestou, která by měla vést k posílení organizmu k sebeobraně a zásobení nezbytnými živinami, tedy podle zastánců opačně než konvenční onkologická terapie. Breuss tímto postupem léčil nejen pacienty s diagnózou rakoviny, ale i další dle medicíny nevyléčitelné, nebo těžce léčitelné choroby, jako leukémii, tuberkulózu, benigní nádory, artritidu atd. Také tvrdil, že léčba je vhodná i pro zdravé lidi na posílení imunity a celkové pročištění organismu. Rudolf Breuss tvrdil, že za svou kariéru vyléčil z rakovinného onemocnění nejméně 1800 pacientů, trpících různými formami zhoubného bujení.

## Kritika
Někteří léčitelé nepřipouštějí kritiku; dieta je podle nich vždy účinná a selhání nebo dokonce úmrtí je vždy chybou nemocného. Podle Breusse prý za případné selhání může vždy nedodržení pravidel diety nebo kombinace diety s jinou terapií.
Zásadní kritika je založena na tom, že Breussova představa o chování nádorů je z pohledu lékařů a biologů zcela chybná. Nádor se totiž obvykle chová i ve spotřebě živin autonomně, tedy nereaguje na regulační mechanizmy organizmu. Při zhoršení stavu výživy a snížení množství přiváděných živin, tedy především glukózy a aminokyselin, bude živen především nádor. Nádorové buňky totiž přijímají živiny podle svých potřeb, zatímco buňky zdravých tkání zareagují na hormonální signály organizmu o celkovém nedostatku živin tím, že sníží svůj metabolizmus a přijímají méně živin z krve. V konečném důsledku to znamená, že nádor bude poškozen hladověním podstatně méně než zdravé tkáně a po ukončení hladovění bude jeho růst pokračovat, nemocný poškozený hladověním je však méně vhodný nebo dokonce nevhodný pro léčebné výkony. Zejména radikální léčebné výkony představují značnou zátěž pro organizmus, špatný stav nutrice nemocného mnohdy představuje kontraindikaci, protože nemocný by nemusel takový výkon přežít.